# Лів Ґрете Пуаре
Лів Ґрете, в шлюбі Пуаре (норв. Liv Grete Skjelbreid Poirée; нар. 7 липня 1974, Берген, Норвегія) — норвезька біатлоністка, володарка кубка світу з біатлону, призерка Олімпійських ігор. 20 березня 2006 році оголосила про звершення кар'єри спортсменки через відсутність мотивації та бажання більше часу проводити з сім'єю.

## Кар'єра
Лів Ґрете вперше взяла участь у змаганнях з біатлону у дев'ятирічному віці. На перше змагання вона позичила гвинтівку у свого батька. Для неї також було збудовано невелике стрільбище на фермі батьків.
Лів Ґрете дебютувала на кубку світу з біатлону у сезоні 1995—1996 років, який вона закінчила на 30 місці. У сезоні 2000—2001 років вона зайняла 2 місце. У сезоні 2003—2004 років вона нарешті зайняла перше місце та стала володаркою кубку світу з біатлону.
Лів Ґрете брала участь у трьох Олімпійських іграх, дебютувавши у Нагано у 1998 році. Загалом завоювала 3 Олімпійські медалі.

## Особисте життя
У травні 2000 року оджружилася з французьким біатлоністом Рафаелем Пуаре. Подружжя має трьох дітей. Влітку 2013 вони оголосили про розлучення. Лів Ґрете працює експерткою на норвезькому телебаченні.

## Статистика
| Місця                                          | Індивід. | Спринт | Персьют | Мас-старт | Естафета | Разом |
| ---------------------------------------------- | -------- | ------ | ------- | --------- | -------- | ----- |
| 1                                              | 1        | 10     | 8       | 3         | 8        | 30    |
| 2                                              | 4        | 5      | 4       | 2         | 5        | 20    |
| 3                                              |          | 4      | 2       | 3         | 5        | 14    |
| Чільна 10                                      | 13       | 42     | 37      | 12        | 35       | 139   |
| В очках                                        | 23       | 64     | 48      | 18        | 35       | 188   |
| Стартів                                        | 36       | 79     | 53      | 18        | 35       | 221   |
| Станом на: сезон 2005/2006, завершення кар'єри |          |        |         |           |          |       |